# Valsheid in geschrifte

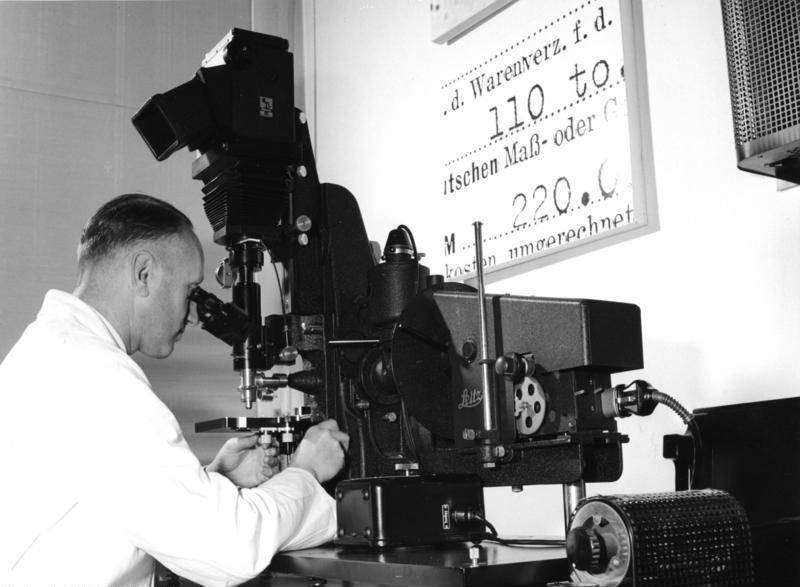
Een medewerker van de misdaadopsporingsdivisie van de Duitse douane inspecteert een document, 26 oktober 1961

Valsheid in geschrift(e) of schriftvervalsing is een strafbaar feit, waarvan sprake is wanneer de valsheid gepaard gaat met bedrieglijke inzichten en betrekking heeft op welbepaalde documenten die volgens de wet een zekere geloofwaardigheid genieten.

## Algemeen
Een valse vermelding op een factuur kan strafbaar zijn, een valse bewering in een liefdesbrief wellicht niet. In het Belgische Strafwetboek behoort valsheid in geschrifte tot de ernstige misdaden en wanbedrijven tegen de openbare trouw.
Er wordt een onderscheid gemaakt tussen materiële valsheid en intellectuele valsheid. Wie een bestaand document namaakt of wijzigt, begaat een materiële valsheid; ook een nagemaakte handtekening valt daaronder. Men kan denken aan vervalste of nagemaakte paspoorten. Wie in een origineel stuk onjuiste vermeldingen opneemt, begaat een intellectuele valsheid. Op een factuur kan een verkeerde datum ingevuld worden, of de naam van een verkeerde klant, of verkeerde hoeveelheden en bedragen. Als dat met bedrieglijke intenties gebeurt, is het een valse factuur. Men kan ook een factuur maken voor een levering die helemaal niet gebeurd is; dan is de factuur ook vals, de levering is fictief.
Bij uitbreiding wordt het vervalsen van computerbestanden die geloofwaardig moeten zijn, bijvoorbeeld een boekhouding, ook tot valsheid in geschrifte gerekend.
Dankzij ontwikkelingen in de forensische wetenschap (waaronder chemische analyse en handschriftvergelijking) is valsheid in geschrifte, bijvoorbeeld met paspoorten, overigens tegenwoordig dikwijls beter op te sporen dan in vroeger tijden.

## Strafbaarheid in België
Het Belgische Strafwetboek (art. 193-212) legt straffen op tot 15 jaar gevangenis indien de dader een openbaar ambtenaar is en tot 10 jaar voor andere daders. De gebruiker van valse stukken wordt gestraft alsof hij de dader van de valsheid is. Meer dan vijf jaar betekent dat de straf onder de categorie van de criminele straffen valt en de feiten onder de categorie van de misdaden. Deze komen in principe voor een volksjury (assisenhof), maar in de praktijk wordt de zaak gecorrectionaliseerd. Dat wil zeggen dat de zaak voor de correctionele kamer van de rechtbank van eerste aanleg) zal komen na aanneming van verzachtende omstandigheden en dat er mildere (correctionele) straffen zullen worden uitgesproken.

## Nederlandse wetsartikelen
In het Nederlandse strafrecht is valsheid in geschrifte een misdrijf beschreven in het Tweede Boek van het Wetboek van Strafrecht:
Titel XII. Valsheid met geschriften, gegevens en biometrische kenmerken.
Deze titel omvat de artikelen 225 t/m 235.
| Nederlandse Wet         | Nederlandse Wet | Nederlandse Wet |
| ----------------------- | --------------- | --- |
| Wetboek: Strafrecht     | Artikel: 225    | Omschrijving: 1. Hij die een geschrift dat bestemd is om tot bewijs van enig feit te dienen, valselijk opmaakt of vervalst, met het oogmerk om het als echt en onvervalst te gebruiken of door anderen te doen gebruiken, wordt als schuldig aan valsheid in geschrift gestraft, met gevangenisstraf van ten hoogste zes jaren of geldboete van de vijfde categorie. 2. Met dezelfde straf wordt gestraft hij die opzettelijk gebruikmaakt van het valse of vervalste geschrift als ware het echt en onvervalst dan wel opzettelijk zodanig geschrift aflevert of voorhanden heeft, terwijl hij weet of redelijkerwijs moet vermoeden dat dit geschrift bestemd is voor zodanig gebruik. 3. Indien een feit, omschreven in het eerste of tweede lid, wordt gepleegd met het oogmerk om een terroristisch misdrijf voor te bereiden of gemakkelijk te maken, wordt de op het feit gestelde gevangenisstraf met een derde verhoogd. |
| Wetboek: Strafrecht     | Artikel: 226    | Omschrijving: 1. De schuldige aan valsheid in geschrift wordt gestraft met gevangenisstraf van ten hoogste zeven jaren of geldboete van vijfde categorie, indien zij gepleegd is: 1. in authentieke akten; 2. in schuldbrieven of certificaten van schuld van enige staat, enige provincie, gemeente of openbare instelling; 3. in aandelen of schuldbrieven of certificaten van aandeel of schuld van enige vereniging, stichting of vennootschap; 4. in talons, dividend- of rentebewijzen behorende tot een van onder de beide voorgaande nummers omschreven stukken, of in bewijzen in plaats van deze stukken uitgegeven; 5. in krediet- of handelspapier. 2. Met dezelfde straf wordt gestraft hij die opzettelijk gebruikmaakt van enig in eerste lid vermeld vals of vervalst geschrift als ware het echt en onvervalst, dan wel opzettelijk zodanig geschrift aflevert, voorhanden heeft, ontvangt, zich verschaft, vervoert, verkoopt of overdraagt, terwijl hij weet of redelijkerwijs moet vermoeden dat dit geschrift bestemd is voor zodanig gebruik. |
| Wetboek: Strafrecht BES | Artikel: 230    | Omschrijving: 1. Hij die een geschrift dat bestemd is om tot bewijs van enig feit te dienen, valselijk opmaakt of vervalst, met het oogmerk om het als echt en onvervalst te gebruiken of door anderen te doen gebruiken, wordt als schuldig aan valsheid in geschrift gestraft met gevangenisstraf van ten hoogste zes jaren of geldboete van de vijfde categorie. 2. Met dezelfde straf wordt gestraft hij die opzettelijk gebruikmaakt van het valse of vervalste geschrift als ware het echt en onvervalst dan wel opzettelijk zodanig geschrift aflevert of voorhanden heeft, terwijl hij weet of redelijkerwijs moet vermoeden dat dit geschrift bestemd is voor zodanig gebruik. 3. Indien een feit, omschreven in het eerste of tweede lid, wordt gepleegd met het oogmerk om een terroristisch misdrijf voor te bereiden of gemakkelijk te maken, wordt de op het feit gestelde gevangenisstraf met een derde verhoogd. |
| Wetboek: Strafrecht BES | Artikel: 231    | Omschrijving: De schuldige aan valschheid in geschrifte wordt gestraft met gevangenisstraf van ten hoogste zeven jaren, indien zij gepleegd is: 1°. in authentieke akten; 2°. in schuldbrieven of certificaten van schuld van eenigen Staat, enig eilandgebied, eenige provincie, gemeente of openbare instelling; 3°. in aandeelen of schuldbrieven of certificaten van aandeel of schuld van eenige vereniging, stichting of vennootschap; 4°. in talons, dividend-, of rentebewijzen behoorende tot een der onder de beide voorgaande nummers omschreven stukken, of in de bewijzen in plaats van deze stukken uitgegeven; 5°. in voor omloop bestemd krediet- of handelspapier. Met dezelfde straf wordt gestraft hij die opzettelijk gebruikmaakt van eenig in het eerste lid vermeld valsch of vervalscht geschrift als ware het echt en onvervalscht, indien uit dat gebruik eenig nadeel kan ontstaan. |

Het niet-opzettelijk verstrekken van onware informatie en het niet-opzettelijk nalaten te voldoen aan een informatieplicht zijn overtredingen. Ze worden behandeld in de artikelen 447c en 447d.